# Thomas Fincke
Thomas Fincke (6 tháng 1 năm 1561 - 24 tháng 4 năm 1656) là một nhà vật lý và toán học người Đan Mạch. Thomas Fincke là con của ủy viên hội đồng thị xã Jacob Fincke và bà Anna Thorsmede, sinh tại Flensburg (Schleswig), học tại trường Flensburg. Năm 1577 sang học toán học và triết học ở Đại học Strasbourg (Pháp) và các Đại học Jena, Đại học Wittenberg, Đại học Heidelberg, Đại học Leipzig (Đức), Đại học Basel (Thụy Sĩ), Đại học Padua, Đại học Pisa (Ý). Năm 1583 Fincke xuất bản quyển Geometriae rotundi libri 14 tại Basel. Sách này được các học giả thời đó giới thiệu như Christopher Clavius, John Napier và Bartholomeo Pitiscus. Từ năm 1587 tới 1591 Fincke hành nghề bác sĩ. Năm 1591 Fincke trở về làm giáo sư toán ở Đại học Copenhagen. Năm 1602 làm giáo sư tu từ học (rhetoric) và 1603 Fincke cũng được bổ nhiệm làm giáo sư y học ở trường này. Fincke ngưng dạy học từ năm 1641 và từ trần năm 1656 ở Copenhagen. Con rể của Thomas Fincke là thầy thuốc và nhà khảo cổ lớn của Đan Mạch Ole Worm, kết hôn với Dorothea (con gái của Fincke).

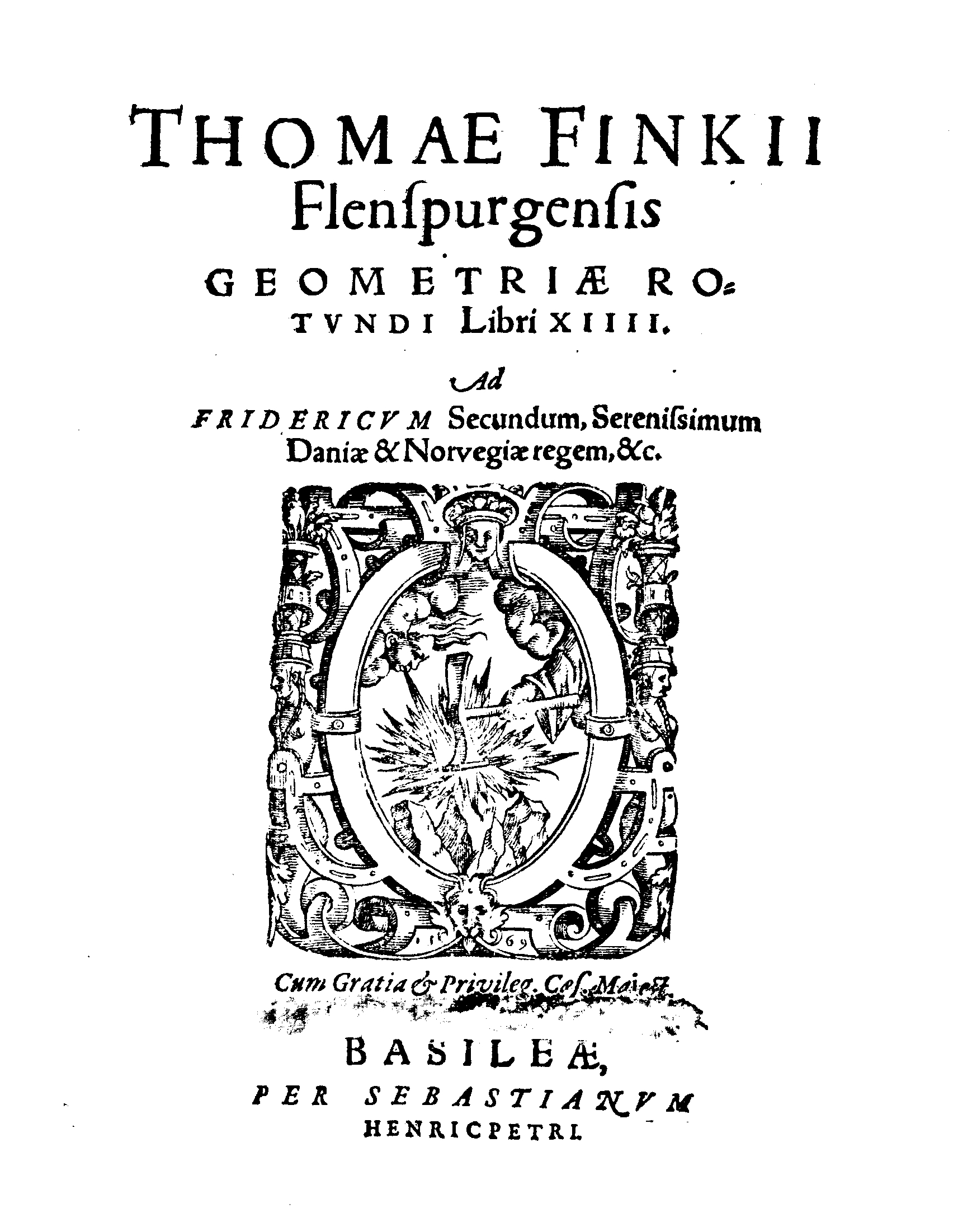
Geometriae rotundi libri XIIII, 1583

Thành tựu lớn nhất của Thomas Fincke là tìm ra cát tuyến (secant) và tiếp tuyến (tangent) của hàm lượng giác trong quyển sách nêu trên.